# Anurophorus altus
Anurophorus altus är en urinsektsart som beskrevs av Christiansen och Bellinger 1980. Anurophorus altus ingår i släktet Anurophorus och familjen Isotomidae. Inga underarter finns listade i Catalogue of Life.